# چرا درست کار نمی‌کنی؟
«چرا درست کار نمی‌کنی؟» (به انگلیسی: Why Don't You Do Right?) با نام اصلی «رؤیای علف‌کِش» (به انگلیسی: Weed Smoker's Dream) ترانهٔ بلوز و جَز آمریکایی است که کانزاس جو مک‌کوی در سال ۱۹۳۶ آن را نوشته‌است. این قطعه یک بلوز دوازده میزانی و یک ترانهٔ استاندارد است. «چرا درست کار نمی‌کنی؟» که به‌عنوان یک «بلوز زنانه» شناخته شده بارها توسط خوانندگان مختلف بازخوانی شده‌است.

## محتوا
این قطعه اولین بار در سال ۱۹۳۶ توسط گروه هارلم هَمفَتس که مک‌کوی عضو آن بود با نام «رؤیای علف‌کِش» ضبط شد. در این نسخه ترانه از زبان مردی روایت می‌شود که با حسرت، در مورد وضعیت مالی ناگوارش صحبت می‌کند. در سال ۱۹۴۱ لیل گرین به همراه بیگ بیل برونزی نسخهٔ جدیدی از ترانه را با تغییر شعر و نام «چرا درست کار نمی‌کنی؟» ضبط کردند که با استقبال مواجه شد. در نسخهٔ دوم و مشهورتر، ترانه از زبان زنی روایت می‌شود که همسرش را بابت بی‌عرضگی و این‌که مانند بقیهٔ مردها کار نمی‌کند و پول درنمی‌آورد سرزنش می‌کند.

## نسخهٔ پگی لی

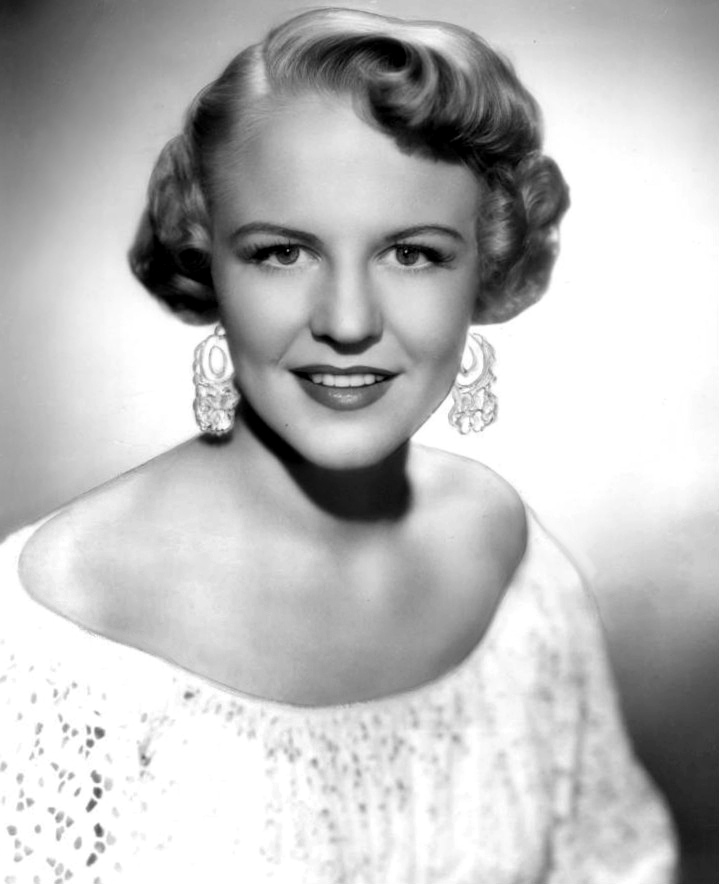
عکس تبلیغاتی پگی لی خواننده.

یکی از شناخته‌شده‌ترین اجراهای این ترانه نسخه‌ای است که در سال ۱۹۴۲ با آواز پگی لی و همراهی گروه بنی گودمن ضبط شده‌است. این نسخه که به‌عنوان ساندترک فیلم Stage Door Canteen استفاده شد اولین موفقیت بزرگ پگی لی را برایش رقم زد و باعث شد به یک ستارهٔ موسیقی تبدیل شود. این اجرا در آلبوم برگزیده آثار پگی لی با نام چرا درست کار نمی‌کنی؟ که در سال ۱۹۹۷ منتشر شد موجود است.